# دیوید کیت
دیوید کیت (انگلیسی: David Keith؛ زادهٔ ۸ مهٔ ۱۹۵۴) هنرپیشه و کارگردان اهل ایالات متحده آمریکا است. از فیلم‌هایی که وی در آن نقش داشته است، می‌توان به بی‌باک، مردان افتخار، زیر رنگ آبی، جهانگرد، جاده فرعی، جویندگان طلا، صدایت را ببر بالا و پشت خطوط دشمن اشاره کرد.